# Autoroute A55 (France)
Pour les articles homonymes, voir A55.
En France, l’autoroute A55 (autoroute du littoral) relie Marseille à Martigues, dans le département des Bouches-du-Rhône. À terme, elle devrait être prolongée jusqu'à l'autoroute A54 près d'Arles. Elle est gratuite sur la totalité de son parcours (39 km) et non concédée. La partie située sur le territoire de la commune de Marseille est dénommée autoroute du littoral.

## Histoire
Le premier tronçon, ouvert en 1972, était un contournement de Martigues, avec franchissement de la passe de Caronte. La jonction avec l'A7 a été réalisée en 1975. L'autoroute du littoral date de 1989.
Aucune date n'a été programmée à ce jour pour le prolongement vers Arles, mais une déviation au niveau de Port-de-Bouc est actuellement à l'étude.

### Déviation de Martigues et de Port-de-Bouc
Une déviation de Port-de-Bouc est à l'étude. Elle permet de mieux sécuriser la traversée de cette ville, d'améliorer la desserte des bassins ouest du Grand port maritime de Marseille, notamment de la ZIP de Fos-sur-Mer et de contribuer au développement socio-économique local. Le trafic de la RN 568 avoisinait en 2012 50 000 véhicules par jour,.
Les premières études ont commencé en 2000, à l'époque, la DDE des Bouches-du-Rhône engageait les études préliminaires. 4 variantes étaient proposées, l'une d'elles a été retenue le 8 avril 2003. Mais le dossier de création de cette voie express a été rejeté le 26 septembre 2007 à la suite « des difficultés rencontrées pour la déviation des pipelines » et de « l'absence de requalification de la RN 568 ». La DRE PACA, devenue maître d'ouvrage, a repris les études. Le projet est inscrit au programme de modernisation des itinéraires en 2009. Depuis cette date suit la concertation avec les communes traversées : Martigues, Port-de-Bouc et Fos-sur-Mer.
Le projet nécessite de modifier une section de l'autoroute A55 en la mettant aux normes autoroutières.
Le tronçon sera à 2 × 2 voies et comprend trois échangeurs : un (Martigues-Nord) à réaménager et deux à créer (Réveilla et Salins). Le projet sera déclaré d'utilité publique courant 2014. Sa mise en service est prévue en 2018. Lorsque le contournement sera réalisé, la RN 568 pourra être déclassée en boulevard urbain.
Le coût de cette opération est de 130 millions d'euros, dans les conditions économiques de 2011. Ce projet est financé par l'État, le Conseil régional de Provence-Alpes-Côte d'Azur, le Conseil général des Bouches-du-Rhône, le Grand port maritime de Marseille et la Communauté d'agglomération du pays de Martigues.

### Déclassement
Une décision du 4 janvier 2023 (parue au Journal officiel le 8) officialise le transfert de l'autoroute A55 au département des Bouches-du-Rhône, en application de l'article 40 de la loi no 2022-217 du 21 février 2022 relative à la différenciation, la décentralisation, la déconcentration et portant diverses mesures de simplification de l'action publique locale, dite « loi 3DS ».

## Tracé
Son point de départ est à Marseille dans le quartier de La Joliette. Sur une centaine de mètres, l'autoroute est en tunnel, car elle passe en milieu urbain. Elle monte ensuite en viaduc et passe près de la tour CMA-CGM. Sortant de Marseille, elle franchit la chaîne de l'Estaque, et communique avec l'autoroute A7 sans la traverser par un échangeur complet. Elle suit ensuite la rive sud de l'étang de Berre jusqu'à Martigues, qu'elle contourne par le sud et l'ouest, avant de se raccorder sur la RN 568 qui poursuit vers Port-de-Bouc et Arles.

### Sorties
Section non-concédée gérée par le département des Bouches-du-Rhône et gratuite.
- Échangeur entre Tunnel Prado-Carénage(A50) et Tunnel du Vieux-Port de Marseille (A55)
  -  Tunnel du Vieux-Port (600 m)
- 1 Le Panier : Marseille - Le Vieux Port () + 
 Début de l'A55
  -  Tunnel de la Major (sens sud-nord) / la Joliette (sens nord-sud) (1 420/1 020 m)
- 2 La Joliette  : Marseille - Port de Marseille, centre-ville
  - Viaducs de Storione (sens sud-nord) / la Joliette (sens nord-sud)
- Échangeur entre A557 (depuis l'A7) et A55 (entrée dans le sens Martigues-Marseille)
  -  Début de 2x2 voies.
- 3 La Cabucelle (de et vers Marseille) : Marseille - Les Arnavaux, vers A7/A507
- 4 La Madrague à 4 km  : Marseille - Saint-Louis, Les Arnavaux, Arenc, Ports - Portes 1 et 2
- 5 Mourepiane à 6 km : Marseille - L'Estaque, La Calade, Ports - Porte 4
- 6/6a/6b Saint-Henri à 7 km  : Marseille - L'Estaque, Saint-Antoine, Saint-André
  -  Tunnel des Treize-Vents (300 m)

(en projet)  6.1 Carrière de l'Estaque (de et vers Marseille) à 12 km : Les Pennes-Mirabeau - Jas de Rhodes
- Échangeur entre A551 - A552 (A7) et A55 : Lyon, Vitrolles, Barcelone (A54),  Marseille-Provence (Marignane), Nice (A8), Toulon (A50), Aix-en-Provence (A51), Marseille - centre
  -  Aires de service de Rebuty (sens Marseille - Martigues),  de La Nerthe (sens Martigues - Marseille)
- 7 Le Rove à 20 km : Marignane - Ville, Gignac-la-Nerthe, Le Rove, Marseille - L'Estaque
- 8 Châteauneuf-les-Martigues à 23 km : Sausset-les-Pins, Carry-le-Rouet, Châteauneuf-les-Martigues, Ensuès-la-Redonne, Gignac-la-Nerthe, Marignane - Ville
- 9 La Mède - est à 29 km : Châteauneuf-les-Martigues, La Mède
- 10 La Mède - ouest à 31 km : Châteauneuf-les-Martigues, La Mède - Raffineries
- 11 Martigues - Jonquières à 33 km  : Martigues - centre
- 12 Martigues - Lavéra à 36 km : Martigues - Jonquières, Quartiers Sud, Z. I. Martigues-Sud, Sausset-les-Pins
  - Viaduc de Martigues
- 13/13a/13b Martigues - Ferrières à 38 km : Martigues - Croix-Santé, Cento-Perdrix, centre
  -   Fin de l’autoroute A55 et devient la RN 568.

Après cet échangeur, l’A55 devient la RN 568 en direction d’Arles, Nîmes et Montpellier. Une déviation de Port-de-Bouc est en cours d'aménagements. Voici les futurs sorties de la déviation qui sera dans la continuité de l'A55 :
- 14 : Port-de-Bouc
- 15 : Saint-Mitre-les-Remparts
- 16 : Port-de-Bouc-ouest

Après cela, la N568 traverse Fos-sur-Mer et rejoint l'axe A54/N113 à proximité d'Arles. Aucun projet d'aménagement autoroutier sur ce tronçon est à l'ordre du jour.
- Fos-sur-Mer
- Échangeur entre RN 113 (A54) et RN 568 : Arles, Nîmes, Montpellier

### Lieux sensibles
Sens Marseille → Martigues :
- Viaducs étroits au départ de la Joliette
- Rétrécissement au raccordement avec la N 568 à Martigues

Sens Martigues → Marseille :
- Forte montée puis descente sinueuse (avec tunnel) entre l'échangeur de l'A7 et l'entrée dans Marseille
- Bouchon fréquent à l'approche de la Joliette, à partir du cap Janet (viaduc d'Arenc)
- Raccordement sinueux avec le tunnel sous le Vieux-Port